# Гришкин, Макар Николаевич
Мака́р Никола́евич Гри́шкин, (1875 — ?) — крестьянин, депутат Государственной думы Российской империи III-го созыва от Нижегородской губернии.

## Биография

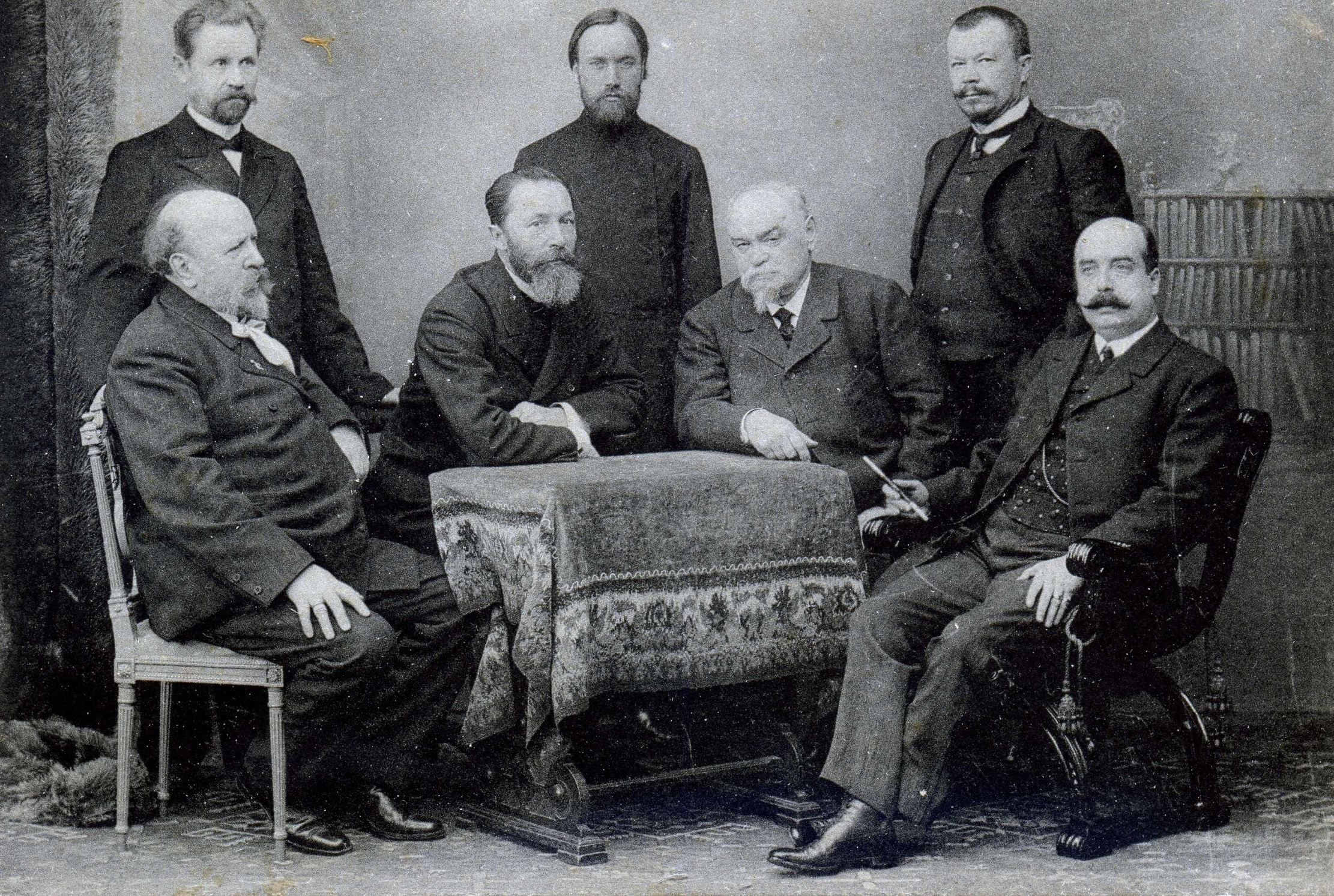
Депутаты 3-й Государственной Думы от Нижегородской губернии. Стоят: Н.В. Зуев, М.Н. Гришкин, А.В. Иконников; cидят: А.Е. Фаворский, В.В. Хвощинский, А.А. Савельев, Г.Р. Килевейн

Крестьянин села Глухово Ардатовского уезда Нижегородской губернии. Из мещан. Начальное образование получил в земском училище.  Состоял гласным Ардатовского уездного земства. Занимался земледелием на 14 десятинах надела.
25 октября 1907 избран в Государственную думу Российской империи III созыва съездом уполномоченных от волостей Нижегородской губернии.Вошёл в состав фракции Прогрессистов. Член думских комиссий о торговле и промышленности; по делам православной церкви; о мерах борьбы с пожарами и по переселенческому делу. Поставил свою подпись под законопроектами "Об изменении законов о взимании и отправлении земельных и натуральных повинностей крестьян" и "О наделении безземельных и малоземельных крестьян землёй". Проголосовал против законопроекта о Амурской железной дороге.
Дальнейшая судьба и дата смерти неизвестны

## Семья
- Жена[2] — ? (?—?)

### Архивы
- Российский государственный исторический архив. Фонд 1278. Опись 9. Дело 299.